# Digitoksyna
Digitoksyna (łac. Digitoxinum) – organiczny związek chemiczny z grupy glikozydów, jego aglikon zawiera pochodną steranu. Jest silną trucizną.
Zaliczana jest do leków z grupy glikozydów nasercowych. Stosuje się ją w chorobach serca. Jest otrzymywana z naparstnicy purpurowej (Digitalis purpurea).